# Železniční stanice Be'er Ševa cafon

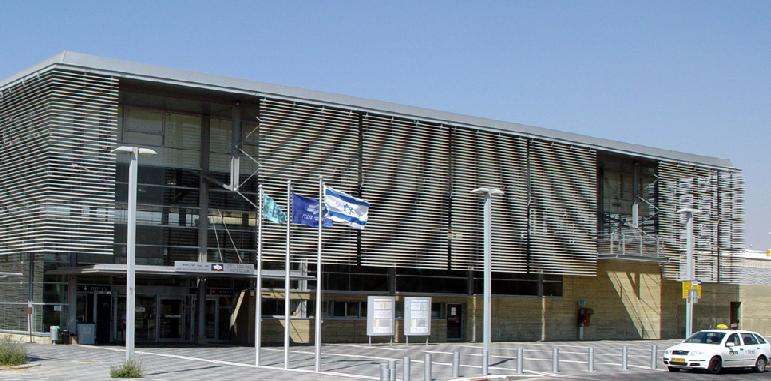
Budova železniční stanice

železniční stanice Be'er Ševa cafon (hebrejsky: תחנת הרכבת באר שבע צפון‎, Tachanat ha-rakevet Be'er Ševa cafon, doslova železniční stanice Be'er Ševa-sever, někdy též železniční stanice Be'er Ševa cafon Univerzita, תחנת הרכבת באר שבע צפון-אוניברסיטה, Tachanat ha-rakevet Be'er Ševa cafon Univerzita) je železniční stanice na železniční trati Tel Aviv-Beerševa v Izraeli.
Leží v jižní části Izraele v Negevské poušti, v nadmořské výšce cca 300 metrů. Je situována na severovýchodní okraj města Beerševa v ulici Sderot David Ben Gurion. Západně od stanice se rozkládá Ben Gurionova univerzita v Negevu. Jihovýchodně odtud se trať rozděluje. Jižní větev míří do konečné železniční stanice Be'er Ševa Merkaz, východní pak vede víc než 30 kilometrů do železniční stanice Dimona (fakticky samostatná železniční trať Beerševa-Dimona).
Stanice byla otevřena roku 2005 v rámci celkové rekonstrukce tratě do Dimony, která byla v letech 1979–2005 nepoužívána pro osobní přepravu. Je obsluhována autobusovými linkami společnosti Egged. Jsou tu k dispozici parkovací místa pro automobily, prodejní automaty, prodejní stánky a veřejný telefon.